# Julie a Julia
Julie a Julia (v anglickém originále Julie & Julia) je americký film z roku 2009 napsaný a režírovaný Norou Ephron. Film zobrazuje události v životě kuchařky Julie Childové na začátku její kariéry v kontrastu se životem Julie Powellové, která chce během jednoho roku uvařit všech 524 receptů z kuchařské knihy Julie Childové. Svůj cíl zveřejnila na svém blogu a díky němu se z ní později stala spisovatelka.
Nora Ephron napsala scénář k filmu podle dvou knih - My Life in France, biografie Julie Childové Alexe Prud'hommea, a podle monografie Julie Powell. Ta začala dokumentovat své zážitky z vaření 524 receptů z knihy Mastering the Art of French Cooking v srpnu 2002. Obě knihy vyšly mezi lety 2004-2006. Jedná se o první přední film založený na blogu.

## Děj
Julie Powellová je v roce 2002 mladá začínající spisovatelka pracující v call centru, kde odpovídá na telefonáty obětí teroristických útoků z 11. září, ale také na stížnosti přestavby World Trade Center. Aby oživila nudný život, rozhodne se pokusit uvařit během jednoho roku všech 524 receptů z kuchařské knihy Julie Childové Mastering the Art of French Cooking (Jak zvládnout umění francouzské kuchyně) a psát o tom blog, aby zdokumentovala svůj pokrok.
Do příběhu Julie Powellové (Amy Adamsová) je vložen příběh Julie Childové (Meryl Streepová) během jejího pobytu v Paříži v 50. letech 20. století, kde se učí o francouzské kuchyni. Děj se soustředí na podobnosti mezi Julií a Julií. Obě ženy jsou podporovány svými manžely, ačkoli se v jedné chvíli manžel Julie Powellové rozčílí kvůli manželčině přílišné věrnosti svému koníčku a na několik dní odejde z domu.
Juliin blog se potom objeví v New York Times a získá tak pozornost dalších novinářů, literárních agentů a vydavatelů. Julie dostane také pohrdavou odpověď od Julie Childové. Té se zase v 50. letech podařilo vydat svou knihu o francouzské kuchyni pro americké ženy i přes počáteční vydavatelské odmítání. V poslední scéně dostane Childová první výtisk své knihy a oslavuje to společně se svým manželem (Stanley Tucci).

## Obsazení
| Meryl Streep      | Julia Childová             |
| Amy Adams         | Julie Powellová            |
| Stanley Tucci     | Paul Child                 |
| Chris Messina     | Eric Powell                |
| Linda Emond       | Simone Becková             |
| Helen Carey       | Louisette Bertholleová     |
| Jane Lynch        | Dorothy McWilliamsová      |
| Mary Lynn Rajskub | Sarah                      |
| Joan Juliet Buck  | Madame Bassart             |
| Vanessa Ferlito   | Cassie                     |
| Casey Wilson      | Regina                     |
| Jillian Bach      | Annabelle                  |
| Mary Kay Place    | hlas matky Julie Powellové |